# Juillet 1789
Cet article présente les faits marquants du mois de juillet 1789.

## Événements

La Prise de la Bastille par Jean-Pierre Houël

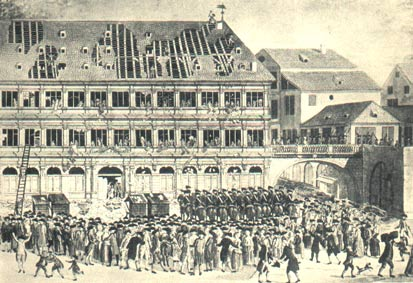
Mise à sac de l'Hôtel de Ville de Strasbourg, le 20 juillet

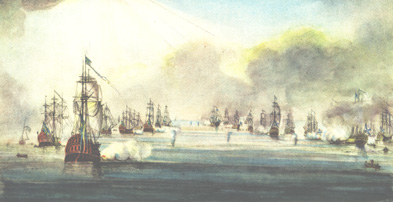
26 juillet : bataille de Öland.

- Les Parisiens craignent un coup de force et que soient bloqués les convois de blé. Des émeutes éclatent début juillet aux barrières d’octroi.

- 9 juillet, France : 
  - l’Assemblée présidée par l'archevêque de Vienne, Jean-Georges Lefranc de Pompignan, se déclare « Assemblée nationale constituante » afin de mettre fin à la monarchie absolue.
  - Traité de paix mettant fin à la guerre du théâtre entre le Danemark et la Suède.

- 11 juillet, France :
  - Jacques Necker annonce sa démission à Louis XVI, remplacé par Breteuil aux finances, contribuant à provoquer le mouvement révolutionnaire. Le futur Maréchal d'Empire Louis-Alexandre Berthier est nommé Lieutenant-colonel;
  - mécontentement, agitation dans Paris;
  - Joseph-Gilbert Motier, marquis de La Fayette présente un projet de déclaration des droits de l'homme à l'Assemblée constituante.

- 12 juillet, France :
  - Paris est en état d'émeute généralisée. Il y a des heurts entre les manifestants et les cavaliers du Royal allemand. Les gardes-françaises passent du côté des émeutiers;
  - harangue de Camille Desmoulins au Palais-Royal.

- 13 juillet, France :
  - l’émeute s’étend (saisie des stocks de grains, destruction des octrois, ouverture des prisons);
  - création d'une milice bourgeoise pour assurer l'ordre dans la capitale, avec un effectif de 48000 hommes. Elle reçoit des armes (armuriers, invalides). Les officiers sont élus. Dès le lendemain, 14 juillet, elle participe à la prise de la Bastille, et le 15, elle est placée sous le commandement du général de La Fayette et prend le nom de Garde nationale.

- 14 juillet : 
  - prise de la Bastille à Paris qui détenait, à ce moment, sept prisonniers. Le gouverneur de la forteresse, Launay, trois officiers et trois invalides sont massacrés par la foule. Flesselles, prévôt des marchands, accusé de trahison, est lui aussi massacré. Le 15 juillet au matin, le roi annonce devant l’assemblée qu’il a donné l’ordre de retirer les troupes de Paris.
  - Le voyageur britannique Alexander Mackenzie découvre le fleuve en Arctique qui portera son nom[1].

- 15 juillet, France :
  - commune de Paris : Bailly, maire de Paris, Manuel à la police. La Fayette est nommé commandant de la garde nationale;
  - à Rennes, la foule s'empare de l'arsenal ; les soldats refusent de tirer sur le peuple.
  - Le Roi éloigne les troupes de Paris et de Versailles dans un discours fortement applaudi[2].

- 16 juillet, France : 
  - rappel de Necker, qui tente de s’opposer à la confiscation des biens du clergé.
  - Premiers départs en émigration :  les Polignac, le prince de Condé et le comte d'Artois, frère de Louis XVI, menacés de mort par les révolutionnaires de la capitale (la tête du comte d'Artois notamment est mise à prix) s'exilent.

- 17 juillet :
  - La Fayette fait adopter la cocarde tricolore par la Garde Nationale;
  - à dix heures du matin, Louis XVI, accompagné de cent membres de l'Assemblée nationale, se rend à Paris, recevoir l'hommage de ses sujets. Il est reçu à l'hôtel de ville de Paris par le maire Jean Sylvain Bailly. À cette occasion, il arbore la cocarde de la garde parisienne. On a dit, à tort que c'était l'origine des trois couleurs nationales. Il reparaît à Versailles vers onze heures du soir.
  - Bailly fait adopter la cocarde tricolore par la Garde nationale. Louis XVI à Paris ; il adopte la cocarde tricolore par force.

- 18 juillet : les grands du royaume (Le prince de Condé et le comte d'Artois) quittent la France : c'est le début de l'émigration et le commencement de la Grande Peur (autour du Mans le 15 juillet, en Franche-Comté le 19, à Nantes et à Estrées le 20, à Ruffec le 28), marquée par des émeutes en Province et la formation de milices bourgeoises par les électeurs qui s’emparent du pouvoir dans les principales villes (Rennes le 16 juillet, Saint-Malo le 17, à Grenoble le 16, à Nîmes le 20, etc.) avant la fin du mois.

- 20 juillet : 
  - sac de l'hôtel de ville de Strasbourg.

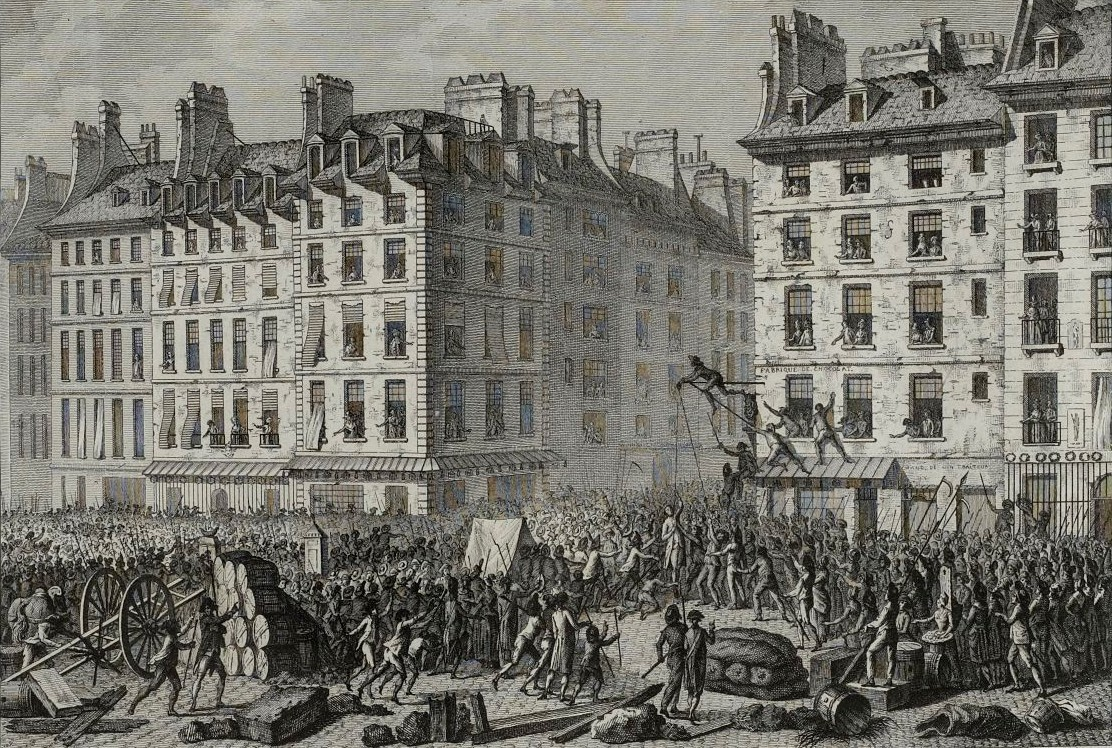
Supplice de Foullon sur la place de Grève, par Jean-Louis Prieur, (musée de la Révolution française).

- 22 juillet : le contrôleur général des finances, Foullon et l’intendant de Paris, Bertier de Savigny, sont massacrés au cours d’une émeute.

- 23 juillet :
  - arrivant de Bâle, Necker rentre à Versailles et réinstalle son ministère. Il reprend le contrôle des Finances. Ses amis Montmorin et Saint-Priest, écartés avec lui, reviennent aux Affaires étrangères et à la Maison du roi;
  - les soixante districts parisiens sont invités à choisir chacun deux commissaires pour former l'administration municipale de Paris

- 26 juillet : combat naval indécis entre la Suède et la Russie près de Bornholm (amiral Greigh)[3].

- 27 juillet : 
  - le Gouvernement fédéral des États-Unis crée le Department of Foreign Affairs, en septembre 1789 le département reçut son nom actuel de Département d'État des États-Unis. Ce fut la première agence fédérale à être créée sous la nouvelle constitution. La Constitution des États-Unis donnait au Président la responsabilité de conduire les affaires étrangères de la nation, mais le besoin de disposer d'un département de l'exécutif spécialement voué à ce domaine se révéla rapidement.
  - France : les ouvriers de Montmartre se répandent armés dans la plaine de Saint-Denis, détruisant les  blés.

- 29 juillet, France : l'Assemblée nationale se donne un règlement.

## Naissances
- 3 juillet : Johann Friedrich Overbeck, peintre allemand († 12 novembre 1869).
- 19 juillet : John Martin, peintre britannique († 17 février 1854).

## Décès
- 3 juillet : Jacques Bernoulli (né en 1759), mathématicien suisse.
- 15 juillet : Jacques Duphly, compositeur, organiste et claveciniste français.